# Alexandria (programa de televisió)
Alexandria va ser un programa divulgatiu dedicat als llibres i la lectura presentat per l'escriptor Màrius Serra. S'estructurava a partir d'una entrevista central a un escriptor i altres seccions s'hi anaven intercalant. Una d'elles, presentada per Eloi Vila, ens acosta a alguna llibreria catalana. En d'altres seccions, personatges coneguts donen a conèixer el llibre que estan llegint i fan les seves recomanacions.
En total es van emetre dues temporades i 78 capítols entre el 24 de juny de 2003 i el 22 d'abril de 2005.